# Monture du sabre japonais
Une monture de sabre japonais est un équipement composé de plusieurs parties pour compléter la lame. La monture, koshirae (拵え), sert à assurer la prise en main et le rangement des sabres japonais.

## Description
Les principales sections de la monture sont les suivantes :
- la poignée (tsuka, 柄) en bois de magnolia dans laquelle s'insère la soie (nakago) de la lame. Elle est généralement recouverte de peau de raie pour favoriser l'étanchéité et l'adhérence ;
- les menuki (目貫), deux ornements disposés de chaque côté de la poignée pour faciliter la prise ;
- le tressage (tsuka-maki, 柄巻) enveloppe de la poignée en soie, en coton ou en cuir tressé ;
- la cheville (mekugi, 目釘) en bambou permet de bloquer le nakago dans la poignée ;
- la garde (tsuba, 鍔 ou 鐔) placée entre la lame et la poignée afin de protéger la main ;
- le kogatana, petit couteau qu'on retrouve quelquefois sur le fourreau ;
- le kogai (笄), souvent un petit outil ou une épingle pour tenir les cheveux du samouraï ;
- le fourreau (saya, 鞘) constitué de deux demi-coques en bois de magnolia souvent recouvertes de laque urushi. Un anneau (kurigata, 栗形) disposé sur le saya permet d'accrocher la monture à l'aide d'une cordelette tressée (sageo, 下げ緒). L'extrémité du fourreau est souvent renforcée d'une pièce en métal ou en corne de buffle, le kojiri (鐺) ;
- les fuchi-kashira (縁) sont des colliers de renforcement sous le tsuba et à la base de la poignée.

## Autres aspects
- La lame est livrée par le forgeron dans un shirasaya (白鞘), sorte d'étui protecteur en bois recouvert d'une housse de soie. Si la lame doit servir au combat, il est alors nécessaire de la monter.
- La monture d'une lame peut faire intervenir jusqu'à huit artisans pour la fabrication des différentes pièces, souvent très ouvragées, qui composent une monture.

## Galerie

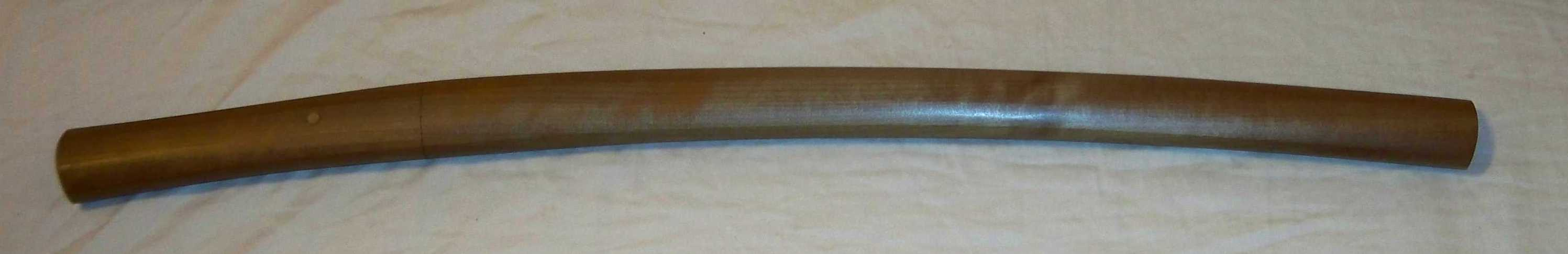
Exemple d'un shirasaya pour ranger la lame.
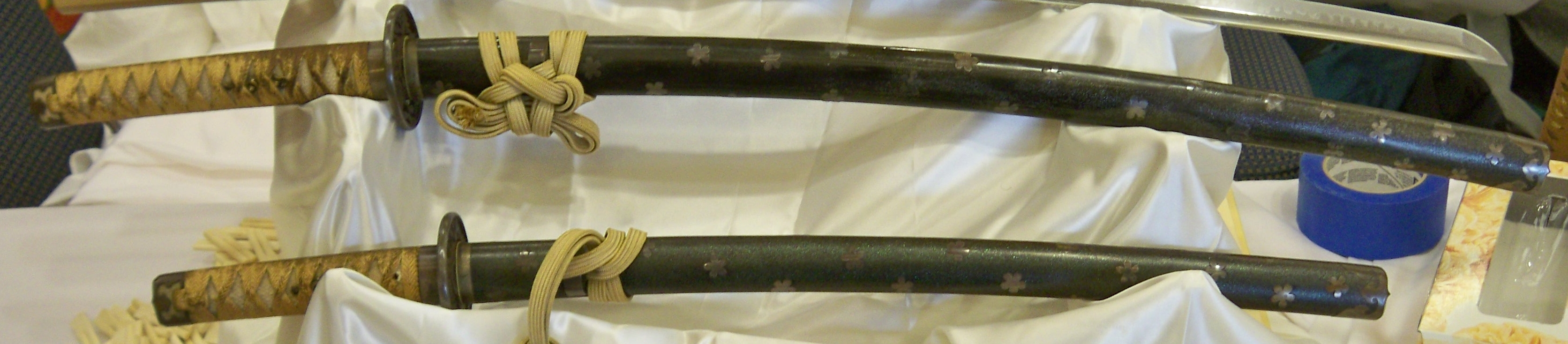
Deux montures complètes (koshirea).
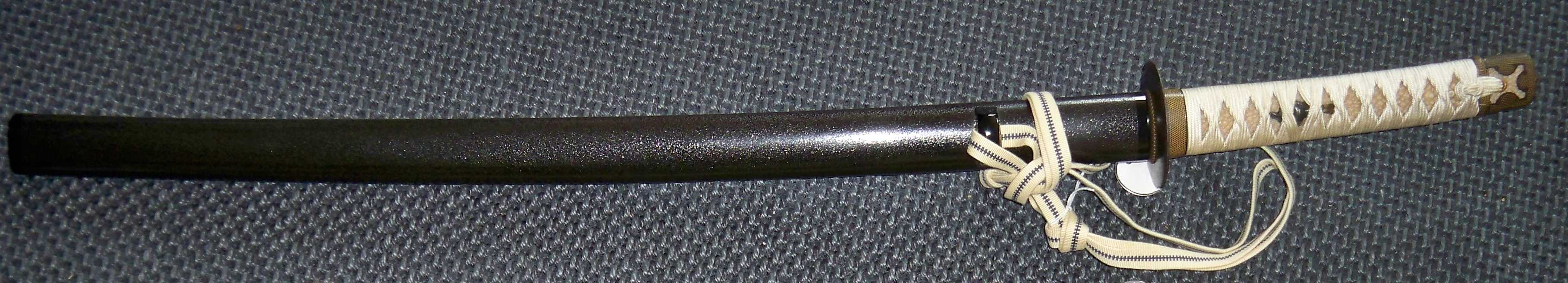
Autre exemple de monture.
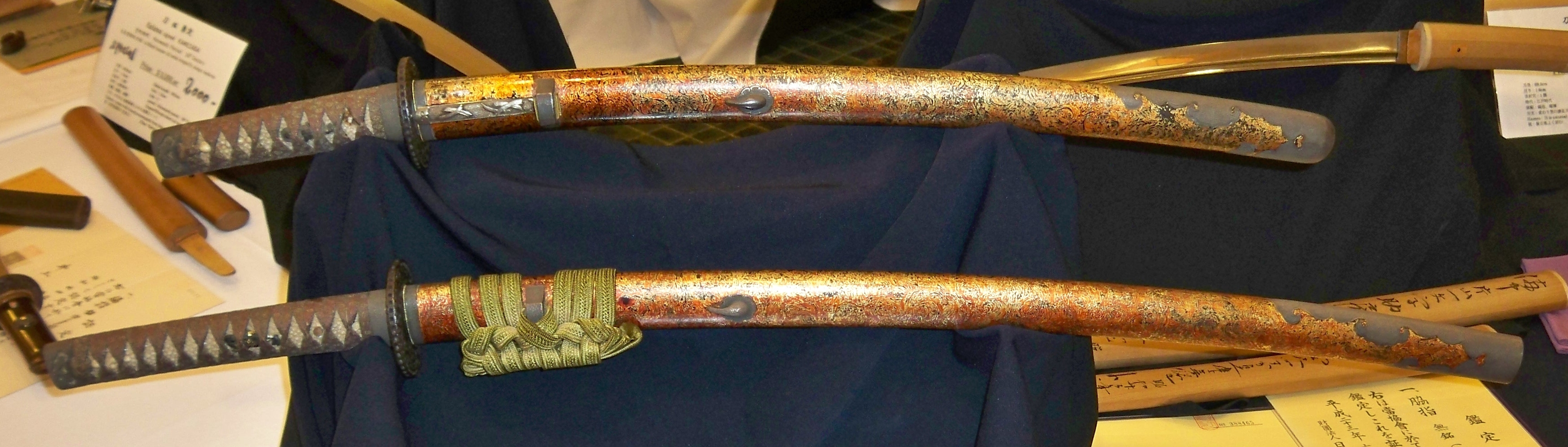
Deux autres exemples.
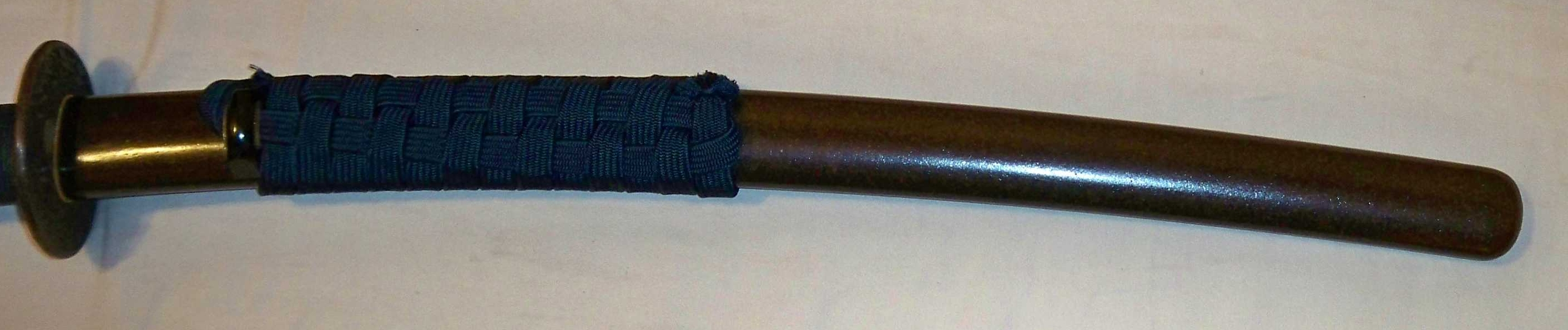
Exemple de fourreau, le saya.
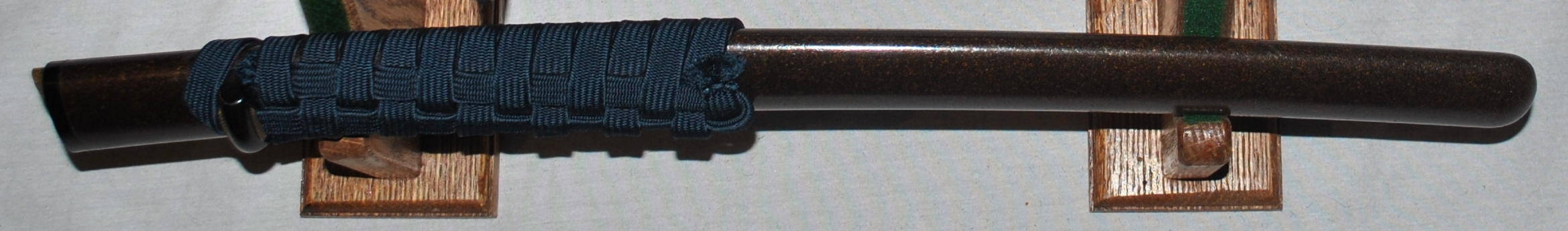
Un saya sur son présentoir et enroulé de son sageo qui sert à accrocher la lame.
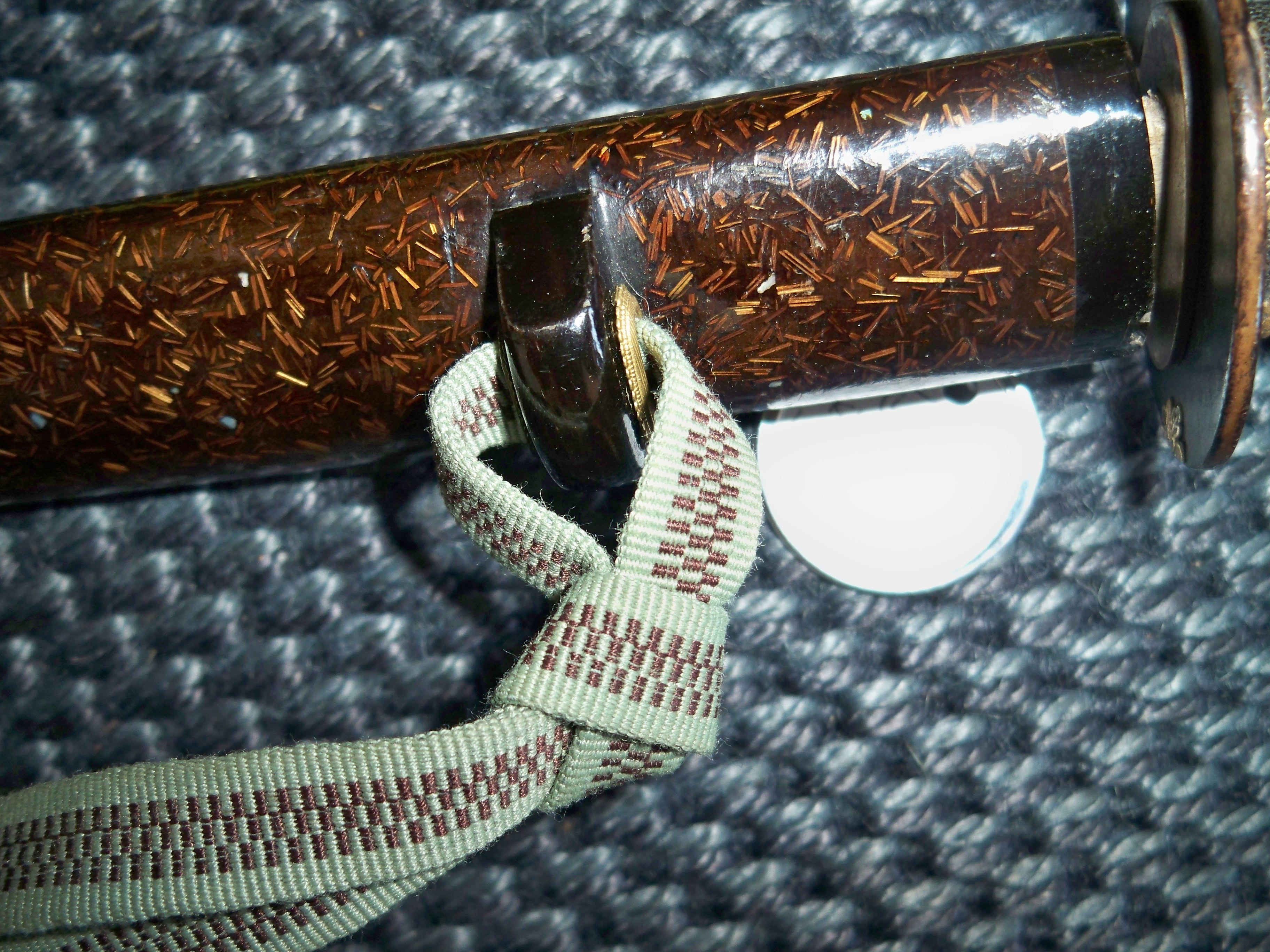
Un kurigata, petit anneau où s'insère le sageo.
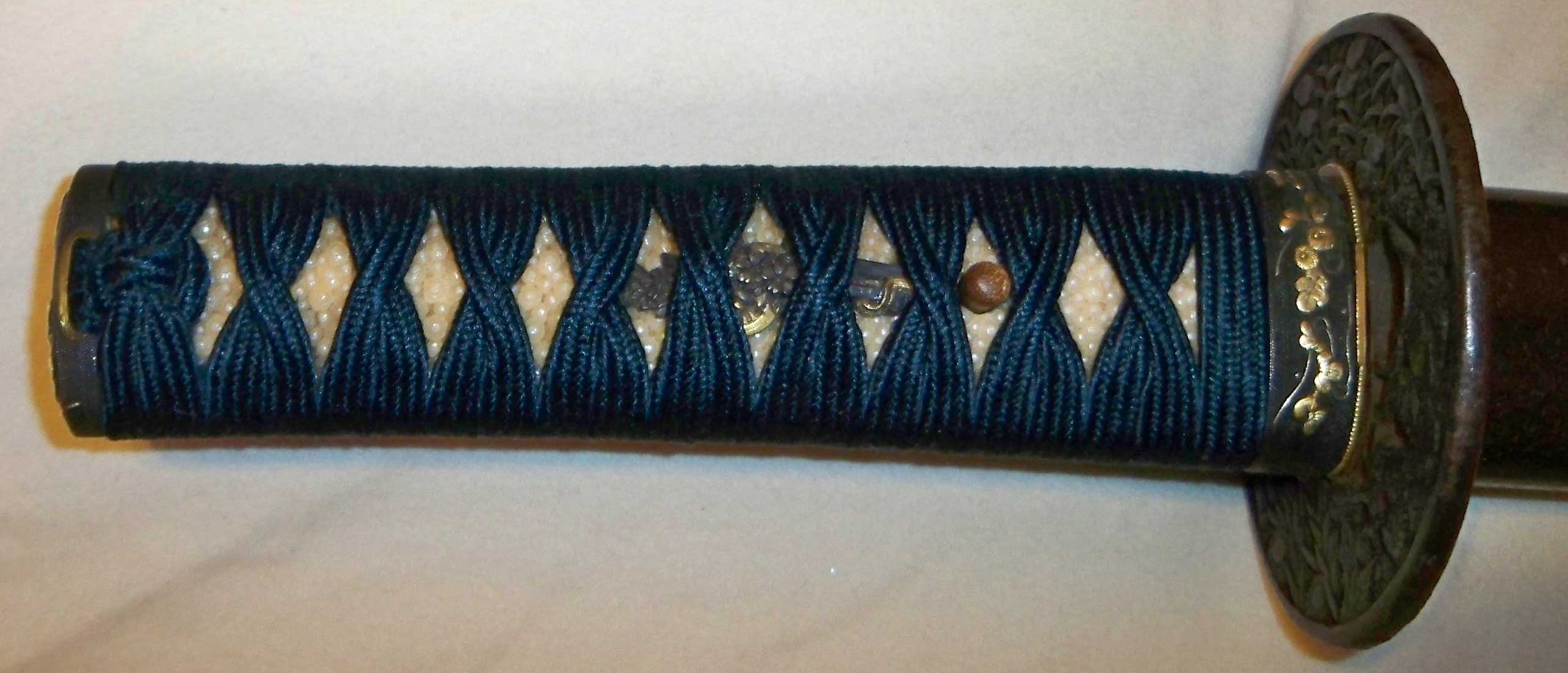
Exemple de poignée, le tsuka. On distingue sous le tressage la peau de raie et un menuki.
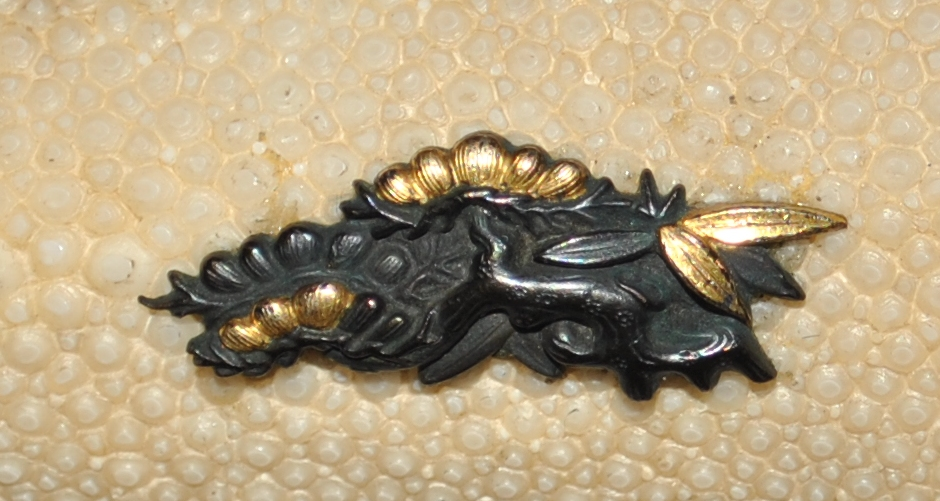
Un menuki pour aider la prise sur la poignée.
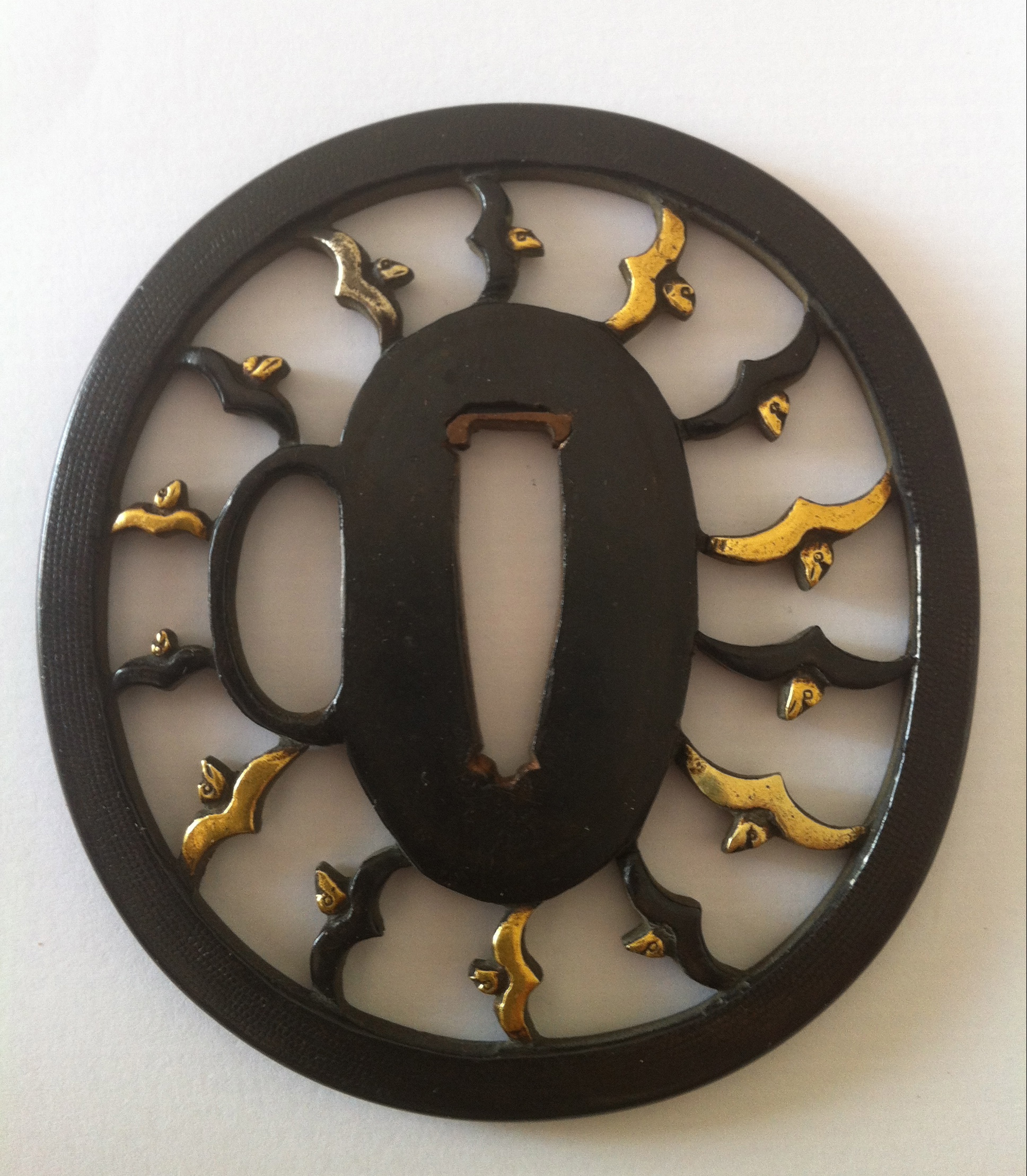
Bel exemple de garde, le tsuba.
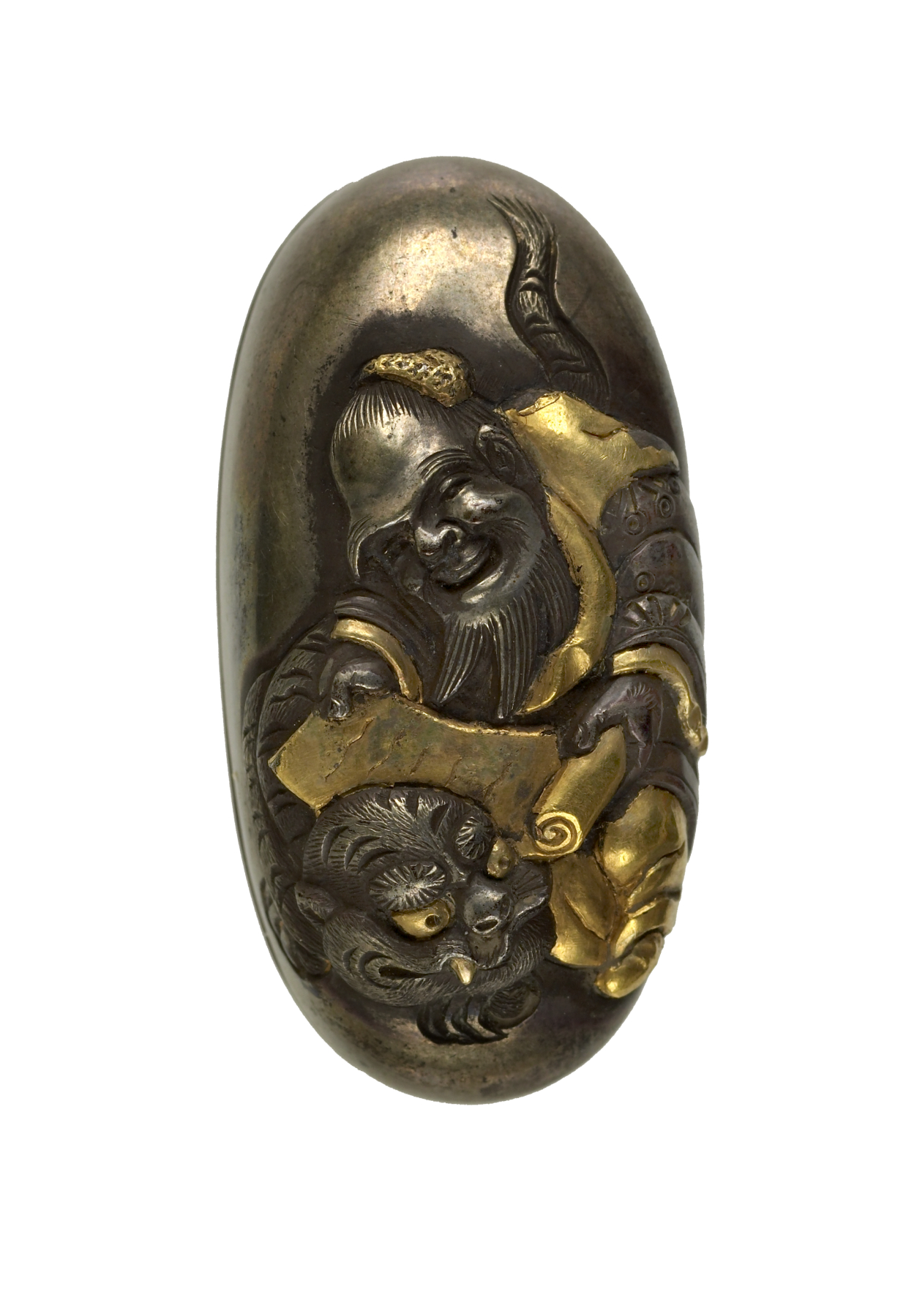
Magnifique kojiri pour protéger la base de la poignée et l'extrémité du fourreau.
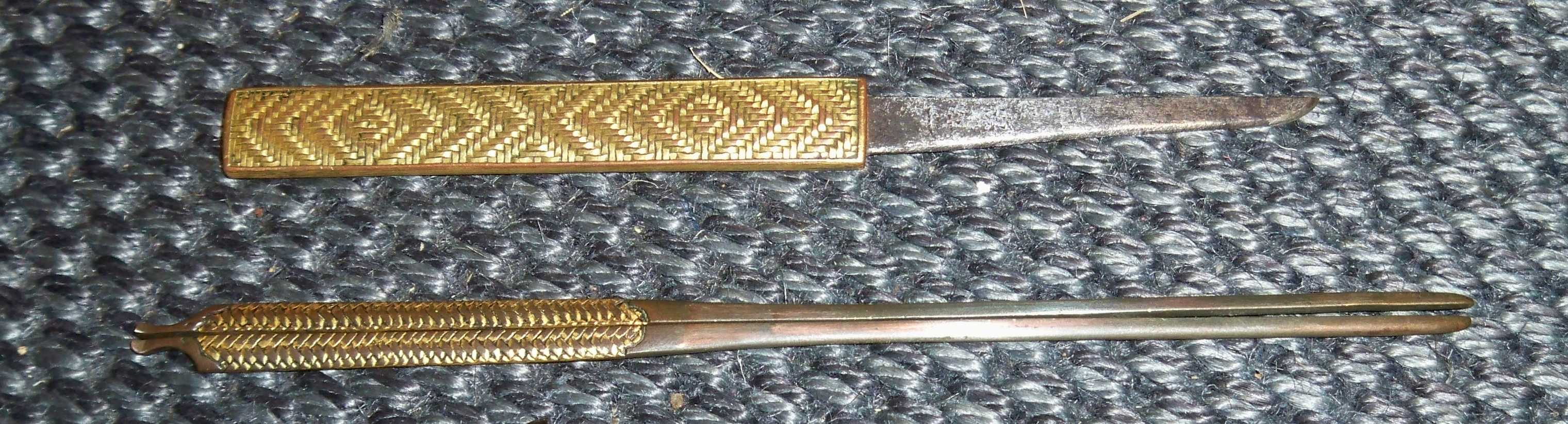
Deux accessoires souvent ajoutés sur la monture, le kogatana (en haut) et le kogai.